# See Saw
See Saw was een platenlabel uit Rotterdam actief tussen 1991 en 1995.
Het label richtte zich voornamelijk op house- en technoproducties van Nederlandse artiesten, maar sporadisch werden er ook buitenlandse artiesten gecontracteerd of nummers van buitenlandse platenlabels gelicenseerd.
Hans Hermans, van oorsprong orchideeënkweker, richtte het label in 1991 op. In november dat jaar verscheen de eerste uitgave getiteld Starwood Party EP onder de naam Dutch Department Of Techno. De plaat bevatte bijdragen van onder andere Speedy J, Terrace, Major Malfunction en Human Beings en was geïnspireerd op een illegaal house-feest in het Sterrebos nabij 's-Hertogenbosch.
In snel tempo bracht het label platen uit van een opkomende generatie dance-producers. Voor sommige artiesten markeerde het het begin van hun carrière zoals de uit Nederland afkomstige Hole In One (Marcel Hol) en Alici (Mustafa Alici) of de Franse artiest Olivier Le Castor (Olivier Daric). Voor anderen bleken het muzikale uitstapjes onder een scala van pseudoniemen waaronder producers als Jochem Paap (Speedy J), die samen met Philippe Haex melodieuze techno uitbracht onder de naam The Melody, Ferry & Garnefski als Toxit die enkele jaren later onder de naam Doop een hit scoorde met de gelijknamige single Doop en The Tellurians bestaande uit het producersduo Ferry Corsten en Robert Smit.
Naast techno en house van, ook op andere labels actieve, artiesten als Movin' Melodies (Patrick Prins), Private Productions (Robert Kroos), DJ Dusk (Maarten van der Vleuten) en Fruits Of God (Robert Meijer) verschenen er ook nummers gebaseerd op de oorspronkelijke acid-housestroming uit de Verenigde Staten van eind jaren tachtig maar dan minder genuanceerd. Tim van Leijden, die onder de naam Origin al in 1991 op Hithouse Records te vinden was, debuteerde op See Saw met zijn (later via Djax-Up-Beats bekend geworden) alter ego Like A Tim met een serie experimentele acid-technotracks getiteld Virtual Reality EP. Tussen 1993-1994 verscheen de serie TB 303 Vol. 1-4, refererende aan de Roland TB-303-synthesizer, met stevige acid-house- en acid-technonummers geproduceerd door diverse artiesten waaronder de in 2010 overleden producer Tibor Fülöp.
De bekendste buitenlandse act op het label was Transform (een duo bestaande uit onder andere Ralf Hertwig, een voormalig lid van de Duitse newwaveband Palais Schaumburg (band)). Hun belangrijkste wapenfeit was het nummer Transformation en zou muzikaal omschreven kunnen worden als vroege trance.
In 1994 werden er twee sublabels opgericht, Fractal en Rhapsodia, maar deze bleken van korte duur. Op Fractal verscheen één uitgave en op Rhapsodia werden twee uitgaven uitgebracht.   
De laatste uitgave op See Saw stamt uit 1995 van See-As-5 en werd geproduceerd door Dieter Kranenburg, een van de leden van The Sunclub. De nummers van de laatste EP op See Saw zijn niet geproduceerd door Dieter Kranenburg maar door Dennis Schauw en Niek Albers (het broertje van DJ Cliff oftewel Chiel Albers samen Hans Hermans deed hij vinyldistributie). Dieter heeft zijn studio ter beschikking gesteld en in twee dagen hebben ze deze EP opgenomen. Als dank werd de naam van Dieter op de EP gezet als producer. Maar deze laatste EP is gemaakt op een Amiga 500 met OctaMED (en wat hardware synths) en Dieter gebruikte toen een Atari. Er is daarna nog een white-label gemaakt van een tweede plaat van See-As-5 welke ook zou uitkomen op See-Saw, helaas is het niet verder gekomen dan een proefpersing want de mastering was niet goed gegaan.
Op 28 januari 2011 overleed labelbaas en oprichter Hans Hermans in Thailand op 52-jarige leeftijd.